# Мадели Жусипкожаулы
Мадели Жусипкожаулы (1816, окрестности Арыса, современная Туркестансая область — 1888, там же) — казахский акын. 
Происходит из рода ходжа.
Изучал произведения классиков восточной литературы и устного народного творчества. Литературное наследие Мадели — толгау, айтысы, песни-посвящения. Например в произведениях «Батыр-бек пен Боздаққа», «Әбілда қожаға», «Айналайын, Әзірет», «Аман бол», «Қосжарсуат туған жерім», «Датқа-еке, мен осында туып едім», «Қайнаға», «Шәріпке», «Кетпейді бастан бұлт күн жайланып» и др. изображены историческиеличности, защитившие народ от насильников Хивинского ханства. Искусство акына отразилось в айтысах «Ұлбике мен Мәделі», «Айым қызбен жұмбақ айтысы» и др. Мадели состязался с известным акыном Майлыкожой («Бес ғасыр жырлайды», 1-т., 1989). Сочинения Мадели опубликованы в периодической печати, в сборнике хрестоматии-антологии («Ертедегі қазақ әдебиеті хрестоматиясы», 1967; «Бес ғасыр жырлайды», 2-т., 1984, 1989, 1991), включены в учебные пособия для высших учебных заведений. Творчество акына исследовали ученые-литературоведы Х.Суйиншалиев, О.Оспанулы и др.